# La boda (Chagall)
La boda ("La Noce") es una pintura al óleo sobre tabla de 99,5 × 188,5 cm realizado en el año 1910 por el pintor Marc Chagall (1887-1985).
Está conservado en el Centro Georges Pompidou de París.
La temática de las bodas está latente en toda la obra de Chagall.